# Лоденстейн, Ян Йостен ван
Ян Йостен ван Лоденстейн (нидерл. Jan Joosten van Lodensteijn, 1560—1623) — нидерландский мореплаватель и торговец, который впервые достиг Японского архипелага вместе с Уильямом Адамсом. Известный под японским именем Яйосу (耶楊子). Сокращенно — Ян Йостен.
Йостен лоббировал интересы голландской торговой фактории, способствуя вытеснению с японского рынка католических конкурентов — купцов Испании и Португалии. Он исполнял обязанности советника сёгуна Токугавы Иэясу по внешнеполитическим и торговым вопросам. Йостен также был одним из тех, кто подтолкнул японскую власть к запрету христианства в стране.
По приказам сёгуната Токугавы Йостен неоднократно организовывал торговые экспедиции в Юго-Восточной Азии. В 1623 году, во время возвращения из Батавии (совр. Джакарта, Индонезия), его лодка затонула в Южно-Китайском море.
К имени Йостена происходит название современного района Яесу в Токио, где была его усадьба.